# Campionat del Món d'esquí nòrdic de 1954
El Campionat del Món d'esquí nòrdic de 1954 fou la catorzena edició del Campionat del Món d'esquí nòrdic. Es van disputar vuit proves entre el 13 i el 21 de febrer de 1954 a Falun, Suècia. Per primera vegada les dones van prendre part en aquests campionats, amb dues proves d'esquí de fons, els 3x5 quilòmetres relleus i els 10 quilòmetres. Els 18 quilòmetres masculins queden reduïts a 15 quilòmetres, alhora que es recuperen els 30 quilòmetres, disputats per darrere vegada el 1926. La Unió Soviètica va debutar en aquests campionats.

## Resultats

### Esquí de fons

#### Categoria masculina
| Prova   | Or                                                                       | Plata                                                                                | Bronze                                                                   |
| 15 km   | Veikko Hakulinen (FIN)                                                   | Arvo Viitanen (FIN)                                                                  | August Kiuru (FIN)                                                       |
| 30 km   | Vladimir Kuzin (URS)                                                     | Veikko Hakulinen (FIN)                                                               | Martti Lautala (FIN)                                                     |
| 50 km   | Vladimir Kuzin (URS)                                                     | Veikko Hakulinen (FIN)                                                               | Arvo Viitanen (FIN)                                                      |
| 4x10 km | Finlàndia August Kiuru · Tapio Mäkelä · Arvo Viitanen · Veikko Hakulinen | Unió SovièticaNikolay Koslov · Fyodor Terentyev · Aleksey Kuznetsov · Vladimir Kuzin | Suècia Sune Larsson · Sixten Jernberg · Arthur Olsson · Per-Erik Larsson |

#### Categoria femenina
| Prova  | Or                                                                           | Plata                                                        | Bronze                                                     |
| 10 km  | Liubov Kózireva (URS)                                                        | Siiri Rantanen (FIN)                                         | Mirja Hietamies (FIN)                                      |
| 3x5 km | Unió Soviètica Liubov Kózireva · Margarita Maslennikova · Valentina Tsaryova | Finlàndia Sirkka Polkunen · Mirja Hietamies · Siiri Rantanen | Suècia Anna-Lisa Eriksson · Märta Nordberg · Sonja Edström |

### Combinada nòrdica
Es va disputar el 16 i el 17 de febrer de 1954.
| Prova      | Or                     | Plata                  | Bronze                |
| Individual | Sverre Stenersen (NOR) | Gunder Gundersen (NOR) | Kjetil Mårdalen (NOR) |

### Salt d'esquí
Es va disputar el 14 de febrer de 1954.
| Prova          | Or                      | Plata                 | Bronze            |
| Trampolí llarg | Matti Pietikäinen (FIN) | Veikko Heinonen (FIN) | Bror Östman (SWE) |

## Medaller
| Posició | País           | Or | Plata | Bronze | Total |
| 1       | Unió Soviètica | 4  | 1     | 0      | 5     |
| 2       | Finlàndia      | 3  | 6     | 4      | 13    |
| 3       | Noruega        | 1  | 1     | 1      | 3     |
| 4       | Suècia         | 0  | 0     | 3      | 3     |
|         | TOTAL          | 8  | 8     | 8      | 24    |